# Mars Bluff (Carolina del Sur)

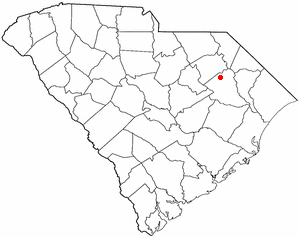
Ubicación de Mars Bluff en el estado de Carolina del Sur, el borde inferior representa la costa del océano Atlántico.

Mars Bluff es una comunidad no incorporada en el condado de Florence (estado de Carolina del Sur, en Estados Unidos), a 10 km al este de la localidad de Florence (Carolina del Sur). Es reconocida porque el 11 de marzo de 1958 cayó en ese sitio una bomba atómica desarmada (sin material fisionable) desde un avión de la Fuerza Aérea de los Estados Unidos que volaba a 4500 m de altitud. La caída produjo la detonación de sus 3447 kg de explosivos convencionales, que crearon un cráter de 23 m de diámetro y 10 m de profundidad, destruyeron varias casas e hirieron a una familia.

## Explosión de una bomba atómica

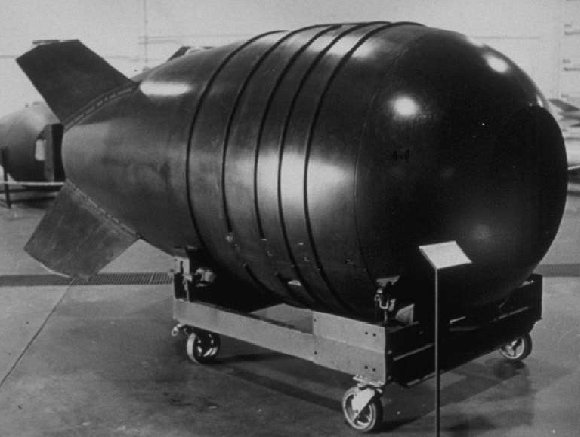
Una bomba atómica Mark 6, como la que cayó en Mars Bluff.

El 11 de marzo de 1958, un bombardero B-47 Stratojet del Ala de Bombardeo 308.º despegó desde la base aérea Hunter de la Fuerza Aérea en Savannah (estado de Georgia) como el tercer avión (en un vuelo de cuatro) con destino a una base militar en Reino Unido para participar en la operación Snow Flurry. El avión llevaba varias bombas termonucleares para el caso de que estallara una guerra contra la Unión Soviética (en el marco de la Guerra Fría). Después de estabilizarse en 15 000 pies (4572 metros) de altitud, el capitán del avión encontró una luz de aviso en la cabina del piloto, que indicaba que el pasador de bloqueo del arnés que sostenía una de las bombas para el vuelo transatlántico no estaba activado. Envió al depósito de bombas al navegante del avión, Bruce Kulka, capitán de la Fuerza Aérea. Cuando Kulka entró en el depósito para subir el pasador, por error tiró de un pasador de liberación de emergencia. Una de las bombas cayó al piso del depósito del bombardero y su peso abrió la compuerta de la bodega de bombas. La bomba tocó el suelo alrededor de las 16:16, hora del Este.
En la tarde del 11 de marzo de 1958, las hermanas Gregg ―Helen (6) y Frances (9) y su prima Ella Davies (9), estaban en la casa de juegos que su padre había construido para ellas en la arboleda detrás de su casa en Mars Bluff (Carolina del Sur). Hacia las 16:00 las tres se cansaron de jugar y se trasladaron al patio lateral de la casa, a unos 60 m de distancia. Esto les impidió convertirse en los primeros estadounidenses que murieran por una bomba nuclear lanzada en territorio de Estados Unidos.
La bomba impactó en Mars Bluff, una zona escasamente poblada. La bomba estaba desarmada, o sea que su núcleo de uranio y plutonio fisionable no estaba ubicado en el sitio de compresión (que se logra mediante la implosión de 3447 kg de explosivos convencionales). La detonación creó una nube de hongo y un cráter de 23 m de diámetro y 8 a 11 m de profundidad.
La explosión prácticamente destruyó la casa de la familia de Walter Gregg (37), un maquinista de ferrocarril, que se encontraba a unos 60 metros al suroeste. Causó heridas leves al Sr. Gregg y a cinco miembros de su familia. Además, volteó varios árboles cercanos, dañó otras cinco casas y una capilla. Los trabajos de limpieza requirieron varios días. Personal de la Fuerza Aérea recuperó cientos de fragmentos de la carcasa de la bomba, que los residentes locales se habían llevado a sus casas como recuerdo. Los habitantes de Mars Bluff fueron examinados durante varios meses para ver si habían estado expuestos a la radiación.
Los funcionarios de la Fuerza Aérea afirmaron que resolverían todos los reclamos de manera «rápida y justa», y enviaron un oficial jurídico desde la sede del Comando de Material Aéreo. Este funcionario comenzó por negar a los Greggs un subsidio de vivienda, ya que desde la noche posterior a la explosión estaban viviendo con el hermano del Sr. Gregg y por lo tanto no estaban incurriendo en ningún gasto extra. Luego se trasladó rápidamente a las demandas de propiedad Greggs. En 1958, la Fuerza Aérea pagaba los reclamos de su propio personal solo sobre el valor depreciado del artículo dañado o destruido, no sobre la base de su costo de reposición. El oficial de reclamaciones aplicó escrupulosamente esta práctica contra los Gregg les insistió en que le presentaran una lista de todos los elementos dañados junto con su fecha de compra y su precio original. Esta lista incluía elementos tales como la colección de cristalería tallada que la señora Gregg había heredado de su abuela, todos sus regalos de boda, sus manteles de ganchillo, y su colección de 70 tazas de porcelana demitasse. El Chevrolet sedán había quedado completamente destruido, y la Fuerza Aérea les proporcionó un automóvil de alquiler durante una semana, que era el tiempo que el oficial consideraba suficiente para que los Gregg tramitaran su reclamo ante su seguro y compraran otro. Satisfecha de haber protegido su propio honor y los intereses de los contribuyentes, la Fuerza Aérea ofreció a los Gregg un total de 44 000 dólares estadounidenses por la destrucción de su casa, garaje, cobertizo, ropas, 6 pollos (los pollos andaban libres por el predio, y unos 8 se vaporizaron en la explosión, pero la Fuerza Aérea se mostró reacia en comprometerse a pagar por pollos sin la presentación de los cadáveres. Los Gregg rechazaron la oferta y recurrieron a su congresista para obtener ayuda. El patrocinó un proyecto de decreto privado que permitiera a la familia demandar al gobierno de Estados Unidos. El proyecto de ley se aprobó, el presidente Dwight Eisenhower lo firmó, los Gregg obtuvieron un abogado y demandaron a la Fuerza Aérea ante una corte federal. Tres años y tres meses después de que hubieran sido bombardeados, los Gregg finalmente recibieron la cantidad que la Fuerza Aérea había ofrecido originalmente (44 000 dólares), más 10 000, con los que cubrieron los gastos legales del juicio.
El cráter aún se conserva, pero en la estación de lluvias se llena de agua casi hasta su tope.
Después de este accidente, los equipos de la Fuerza Aérea recibieron la orden de «bloquear» las bombas nucleares en los aviones. Esto redujo la posibilidad de caídas accidentales, pero aumentó los riesgos si el avión se estrellara al despegar o al aterrizar.